# Das winzige, winzige Männlein

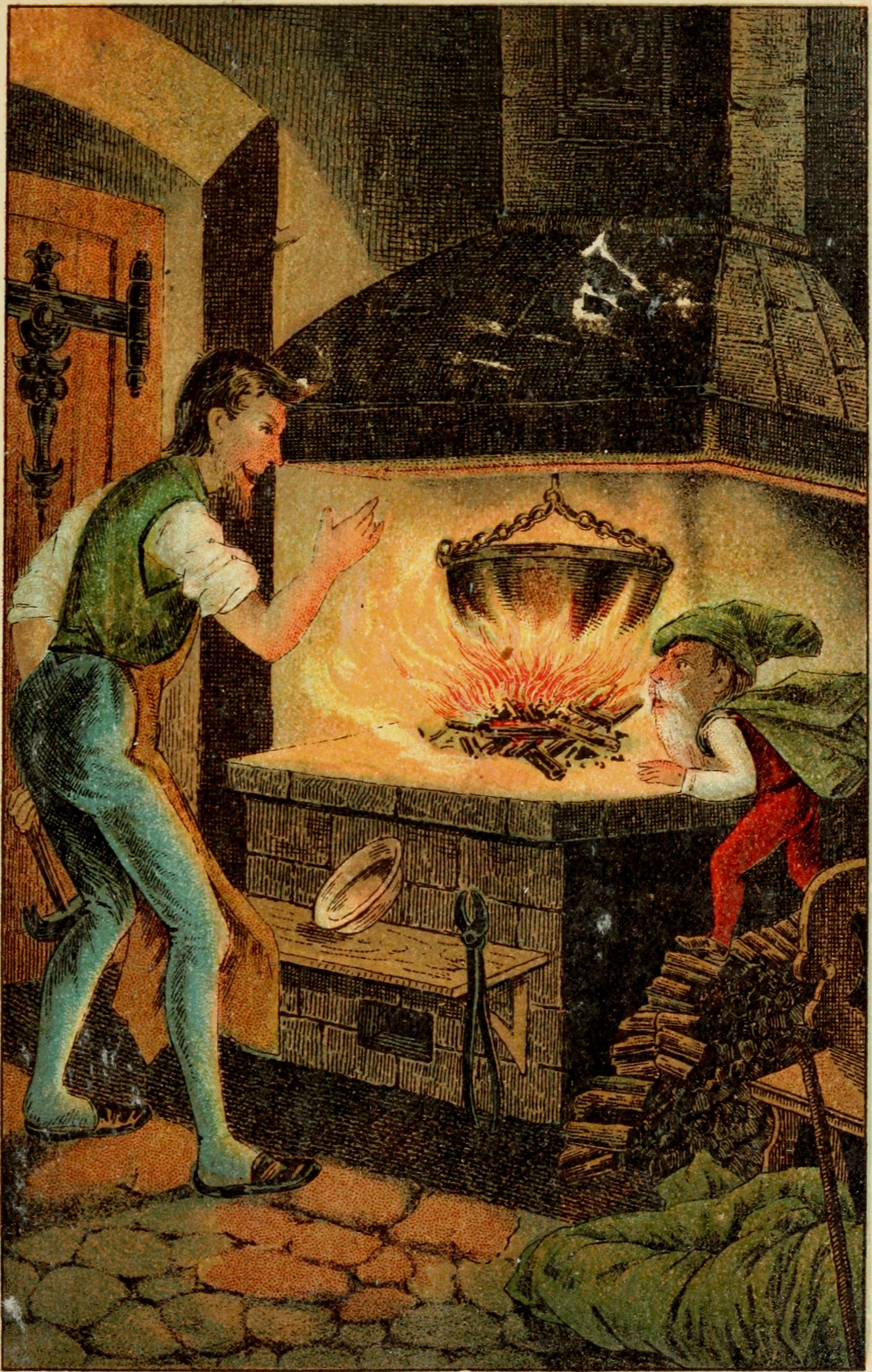
Illustration zu Bechstein, 1890

Das winzige, winzige Männlein ist ein Märchen (AaTh 301 A). Es steht in Ludwig Bechsteins Neuem deutschen Märchenbuch an Stelle 13 und stammt aus Johann Wilhelm Wolfs Deutsche Märchen und Sagen von 1845 (Nr. 21: Der kühne Sergeant).

## Inhalt
Ein Schmied, ein Schneider und ein Jäger verirren sich im Wald und finden nachts ein erleuchtetes Haus und schlafen da. Immer zwei gehen jagen, einer bleibt und kocht. Da kommt ein Männchen, sagt „Schneider, Schneider, Schneiderlein, …“ und „Jäger, Jäger, Jägerlein! / Ich lösch dir aus dein Feuerlein“ und bläst es aus. Zuletzt ist der Schmied dran, er ist schneller, klemmt das Männchen in den Schraubstock und verhaut es. Es führt sie im Keller an einem Menschenfresser vorbei und durch ein Loch. Da ist das Schloss mit dem kleinen König erlöst, sie heiraten die drei Prinzessinnen.

## Herkunft
Bechstein hatte das Märchen „Nach mündlicher Mitteilung aus dem Saaltale“, von dem bei Wolf sei es unabhängig. Dort sind es drei Soldaten im verwunschenen Schloss. Der Sergeant reißt dem Männchen den Bart aus, da verliert es seine Macht (vgl. Die drei Musikanten). Sie müssen nur der Blutspur nachgehen. Auch das Töten der Riesen gerät blutig, der dritte ist ein Drache mit sieben Köpfen. Die zwei anderen Soldaten nehmen die Töchter und lassen den Sergeant unten. Eine alte Frau und Zwerge lassen ihn vom Greifen hochtragen. Er beweist seine Taten mit den Drachenzungen, die er aufhob (vgl. Die zwei Brüder).
Vielleicht war Bechstein das zu brutal. Er spielt mit den Klischees der Berufe, der Schmied ist kräftig, der Schneider ein Angeber, vgl. Das tapfere Schneiderlein, Der Riese und der Schneider. Die Handlung ähnelt Bechsteins Die Nonne, der Bergmann und der Schmied, Die drei Musikanten, Grimms Dat Erdmänneken, Der starke Hans, das Licht im Wald Der gläserne Sarg. Zu des Riesen „ich rieche, rieche Menschenfleisch“ vgl. Bechsteins Seelenlos, das er ebenfalls von Wolf übernahm, und schon Grimms Der Teufel mit den drei goldenen Haaren.
Vgl. Ulrich Jahns Volksmärchen aus Pommern und Rügen Nr. 18 Das Wolfskind, Nr. 22 Eine lügenhafte Geschichte.